# Voghera
Voghera – miasto i gmina w północnych Włoszech, w regionie Lombardia, w prowincji Pawia.
Miasto Voghera leży na południowo-zachodnim obrzeżu Niziny Padańskiej. Według danych na rok 2004 gminę zamieszkiwało 38 009 osób, 603,3 os./km². Przemysł maszynowy i spożywczy. Ośrodek handlowy regionu rolniczego (uprawa głównie pszenicy, buraków cukrowych i winorośli).
Rzymska Iria. Współczesne miasto rozwijało się od X w. W 1770 otrzymało prawa miejskie.
Zabytki: katedra (1605), kościół Sant'Ilario (XII w.), zamek Viscontich (po 1372), budynek teatru (1845).
W mieście znajduje się stacja kolejowa Voghera.